# Университет Святой Марии (Галифакс)
Университет Святой Марии (SMU) — университет в Галифаксе, Новая Шотландия, Канада.

## История
Школа-предшественник была основана в 1802 году римско-католическим священником Эдмундом Бёрком. В 1840 году был основан колледж под управлением Галифаксской архиепископии. В 1841 году он был признан правительством провинции Новая Шотландия, а в 1852 году — канадским государством. В 1913 году колледж перешёл под руководство братьев Христианских, а в 1940 г. — под руководство иезуитов. В 1970 году получил статус государственного университета. 

## Факультеты
- Искусство
- Бизнес
- Наука
- Инженерное дело
- Образование